# Hans Lützelburger
Hans Lützelburger, nemški graver, * 1495, † 1526, Basel.